# Европски одбор регија
Одбор регија је саветодавно тело Европске уније имплементирано Мастрихтским уговором. Има 329 чланова који репрезентирају регионалне и локалне управе. Одбор мора бити саслушан при питањима која третирају регионалне и локалне управе. Тиме важи као глас комуна (општина) у Европској унији. Чланови одбора не смеју истовремено бити посланици Европског парламента. Они су често регионални или локални политичари као на пример градоначелници, општински одборници или председници регија. Број чланова у одбору је пропорционалан по броју становника земље чланице.
| Одбор регија | Одбор регија                                                                      |
| Број чланова | Земље                                                                             |
| ------------ | --------------------------------------------------------------------------------- |
| 24           | Немачка, Француска, Италија                                                       |
| 21           | Пољска, Шпанија                                                                   |
| 15           | Румунија                                                                          |
| 12           | Белгија, Грчка, Холандија, Аустрија, Португал, Шведска, Чешка, Мађарска, Бугарска |
| 9            | Данска, Финска, Ирска, Литванија, Словачка, Хрватска                              |
| 7            | Естонија, Летонија, Словенија                                                     |
| 6            | Луксембург, Кипар                                                                 |
| 5            | Малта                                                                             |

## Организација
Чланови одбора се састају пет пута у години и на тим састанцима дефинишу политику одбора. Одбор регија се дели на шест стручне комисије које чине његови чланови.
- Стручна комисија за политику кохезије (COTER)
- Стручна комисија за економску и социјалну политику (ECOS)
- Стручна комисија за развој (DEVE)
- Стручна комисија за културу и образовање (EDUC)
- Стручна комисија за конститутивна питања и владавине у Европи (CONST)
- Стручна комисија за спољну политику (RELEX)

## Задатак
Одбор регија, упитан од стране Европске комисије или Европског савета, даје своје мишљење на следећим темама:
- едукација
- обука
- култура
- здравство
- борба против дрога
- трансевропске мреже
- социјална и економска кохезија
- структурни фондови

## Спољашње повезице
- Одбор регија - официјелан сајт